# Рејдер Бејс (Тексас)
Рејдер Бејс (енгл. Radar Base) насељено је место без административног статуса у америчкој савезној држави Тексас.

## Демографија
По попису из 2010. године број становника је 762, што је 600 (370,4%) становника више него 2000. године.
| Група             | 2000.       | 2010.       |
| Белци             | 15 (9,3%)   | 18 (2,4%)   |
| Афроамериканци    | 0 (0,0%)    | 1 (0,1%)    |
| Азијати           | 0 (0,0%)    | 12 (1,6%)   |
| Хиспаноамериканци | 144 (88,9%) | 730 (95,8%) |
| Укупно            | 162         | 762         |